# マーキュリー・アトラス8号
マーキュリー・アトラス8号（マーキュリー・アトラス8ごう、Mercury-Atlas 8）はアメリカ合衆国がマーキュリー計画で打ち上げた有人宇宙船。コールサインはシグマ7 (Sigma 7)。
1962年10月3日にケープカナベラル空軍基地より打ち上げられた。

## 概要

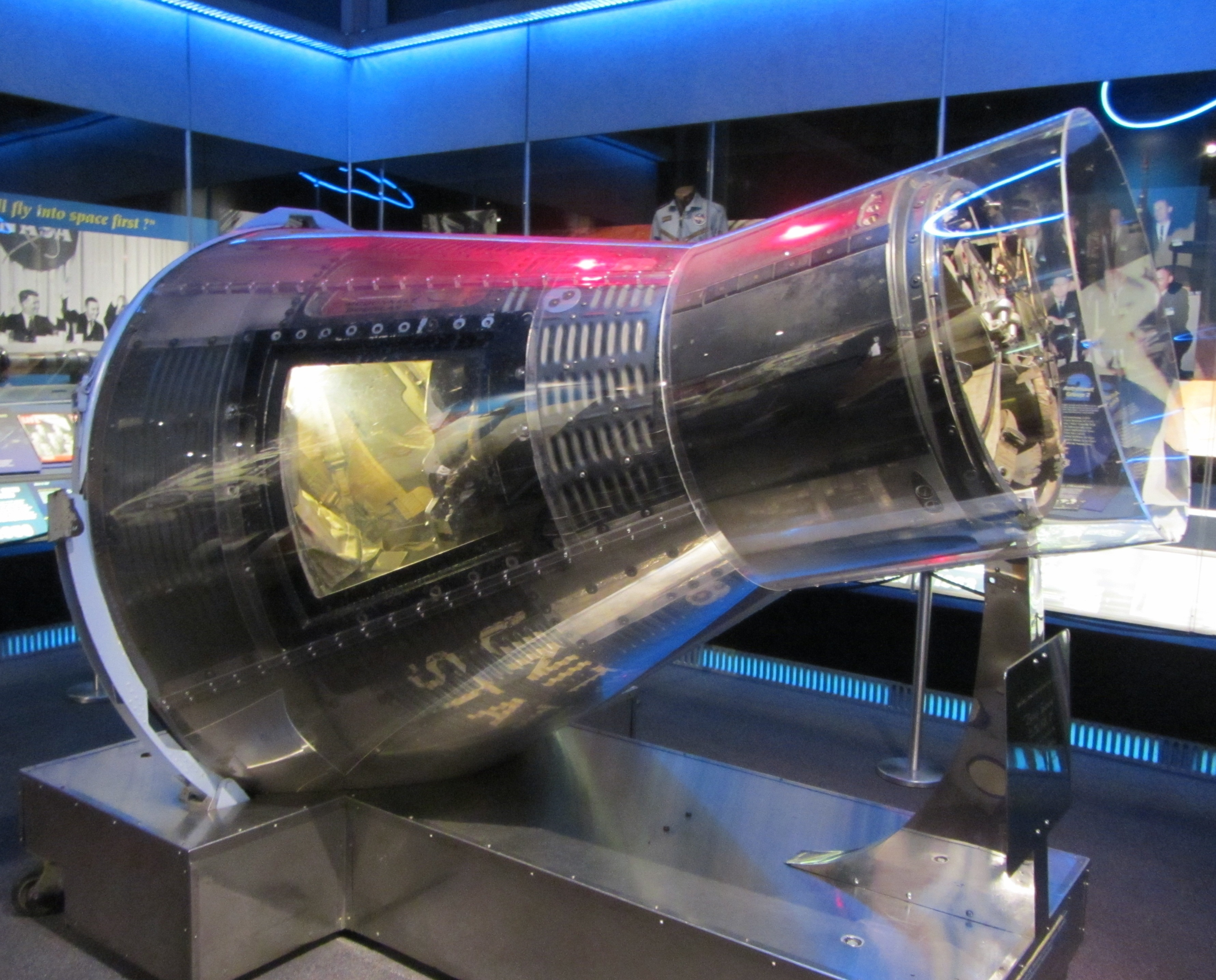
宇宙飛行士殿堂に展示されているシグマ7

飛行士はウォルター・シラーで地球を6周した。9時間に渡る飛行では科学実験よりも飛行技術の試験・評価が重点的に実施された。その年にソ連のボストーク3号が4日間の宇宙滞在記録を更新していたが、この時点ではマーキュリー・アトラス8号の9時間がアメリカの最高記録であった。今回の飛行で翌年に控えるマーキュリー・アトラス9号のミッションでは1日の飛行が可能である事が実証された。
シグマ7はフロリダ州タイタスビルの宇宙飛行士殿堂 (Astronaut Hall of Fame) に展示されている。